# Ruta de Illinois 47
La Ruta de Illinois 47, y abreviada IL 47 (en inglés: Illinois Route 47) es una carretera estatal estadounidense ubicada en el estado de Illinois. La carretera inicia en el sur desde la IL 10     en Seymour hacia el norte en la WI 120  en la frontera con Wisconsin, cerca de Hebron. La carretera tiene una longitud de 273,2 km (169.76 mi).

## Mantenimiento
Al igual que las autopistas interestatales, y las rutas federales y el resto de carreteras estatales, la Ruta de Illinois 47 es administrada y mantenida por el Departamento de Transporte de Illinois por sus siglas en inglés IDOT.